# Joseph Goutorbe
Joseph Goutorbe (Fleury, 25 d'abril de 1916 - Saussay, 14 de març de 2002) va ser un ciclista francès, que fou professional entre 1938 i 1955. Sols se li coneixen tres victòries, però dues d'elles d'un cert prestigi, la París-Camembert de 1942 i el Critèrium Internacional de 1945, uns anys difícils pel ciclisme per culpa dels efectes de la Segona Guerra Mundial.

## Palmarès
- 1937
  - 1r a la París-Ezy
- 1942
  - 1r a la París-Camembert
- 1945
  - 1r al Critèrium Internacional

### Resultats al Tour de França
- 1938. Abandona (13a etapa)